# The Wedding Date
The Wedding Date (bra: Muito Bem Acompanhada; prt: Um Homem de Sonho) é um filme estadunidense de 2005, do gênero comédia romântica, dirigido por Clare Kilner e estrelado por Debra Messing, Dermot Mulroney e Amy Adams. Baseado no romance Asking for Trouble, de Elizabeth Young, o filme é sobre uma mulher solteira que contrata um acompanhante para posar como seu namorado no casamento de sua irmã, a fim de enganar seu ex-noivo, que a abandonou alguns anos antes. O filme foi um sucesso financeiro razoável, arrecadando US$ 47 milhões em todo o mundo nas bilheterias em um orçamento de US$15 milhões, apesar de ser criticado pela crítica. Foi refeito em Bollywood como Aap Ki Khatir que também teve bom desempenho nas bilheterias.
Algumas cenas ao ar livre onde eles estão jogando foram filmadas no Parliament Hill Fields, com vista para o centro de Londres. O filme também foi filmado em partes de Surrey, principalmente Shere, Godalming e Guildford.
No Rotten Tomatoes o filme detém uma taxa de aprovação de 11% com base em 140 avaliações, com uma classificação média de 3.8/10. No Metacritic, o filme tem uma pontuação média ponderada de 32 em 100, com base em 34 críticos, indicando "geralmente avaliações desfavoráveis".

## Sinopse
Kat Ellis (Debra Messing) é uma nova-iorquina que retorna à casa de seus pais em Londres para ser a dama de honra no casamento de sua irmã mais nova, Amy (Amy Adams). O padrinho não é outro senão seu ex-noivo, que inesperadamente a abandonou há dois anos. Ansiosa por confrontá-lo e ansiosa para impressioná-lo, ela contrata o suave acompanhante Nick Mercer (Dermot Mulroney) para posar como seu namorado.
Kat pretende deixar seu antigo noivo, Jeffrey (Jeremy Sheffield), com ciúmes, mas seu plano dá errado quando Nick convence todos, inclusive ela, de que eles estão loucamente apaixonados. Kat, em seguida, sente-se também, caindo para Nick enquanto ele lentamente se apaixona por ela. Na noite anterior ao casamento, Kat descobre que Amy dormiu com Jeffrey quando ainda estavam juntos, e que Jeffrey largou Kat porque acreditava que ele estava apaixonado por Amy. Nick tinha descoberto esse fato um dia antes, e quando Kat descobre isso, ela se sente traída por todos os lados, e coloca Nick para fora. Ele decide voltar para a América e deixa para Kat o dinheiro que ela pagou.
No dia do casamento, vendo Kat aflita, seu padrasto (Peter Egan) pergunta a Kat se Nick "é o cara para você", e Kat percebe que ele é, então ela sai para encontrá-lo. Enquanto isso, pouco antes do casamento, Amy confessa sua traição a seu noivo, Ed (Jack Davenport), mas professa seu amor por ele. Ed, chateado, persegue Jeffrey fora da igreja e na estrada. Jeffrey em apuros da perseguição, disse que desistiu de Amy e acredita que não fez nada de errado. Embora Jeffrey acredite que ainda não fez nada de errado porque dormiu com Amy antes de eles saírem. Ed grita que ele estava noivo de Kat, provando que ele ainda estava errado pelo que fez com Kat. Nick, indo embora, encontra Ed quando Jeffrey desaparece na floresta.
Nick e Ed falam sobre amor e Ed decide que ama Amy mais do que raiva. Para deixar mais claro que ele deveria voltar, Nick diz a Ed se ele voltaria e o casal volta a igreja, então eles acabam se casando, com Nick como "novo" padrinho. Pouco antes da cerimônia, Nick diz a Kat que ele percebeu que "prefere brigar com você do que fazer amor com outra pessoa", e eles se beijam apaixonadamente. Kat e Nick começam um relacionamento real juntos. Amy e Kat agora se reconciliam e Kat solta sua raiva e perdoa Amy desde que ela confessou a verdade para Ed. TJ, a prima de Kat também aparentemente aproveita um momento com Woody após o casamento. Jeffrey, a principal causa de todos os problemas, não aprende absolutamente nada.

## Elenco
- Debra Messing como Kat Ellis
- Dermot Mulroney como Nick Mercer
- Amy Adams como Amy Ellis
- Jeremy Sheffield como Jeffrey
- Jack Davenport como Edward Fletcher-Wooten
- Sarah Parish como TJ, prima de Kat
- Peter Egan como Victor Ellis, o padrasto de Kat
- Holland Taylor como Bunny, mãe de Kat
- Jolyon James como Woody
- C. Gerod Harris como mensageiro de bicicleta
- Martin Barrett como adolescente
- Jay Simon como assistente de bordo
- Danielle Lewis como mulher bonita
- Ivana Horvat como garota
- Linda Dobell como Sonja

## Trilha sonora
- "Breathless" by The Corrs
- "Serenade for Lovers" by John Arkell e Ray Charles
- "Moonlight Waltz" by John Arkell
- "Grosvenor House" by Terry Day
- "King's Road" by Michael Melvoin
- "The Lavender Room" by Dick Walter
- "When We Are Together" by Texas
- "All Out of Love" by Air Supply
- "One Fine Day" by The Chiffons
- "Boogie Shoes" by KC & The Sunshine Band
- "Lovedance" by Dave Rogers and Paul Shaw
- "I Want You to Dance with Me" by Amy Ward
- "I Got the Feeling" by James Brown
- "Secret" by Maroon 5
- "Sway" by Michael Bublé
- "Home" by Michael Bublé
- "Save the Last Dance for Me" by Michael Bublé